# 金紫乡
金紫乡是中华人民共和国湖南省邵陽市城步苗族自治县下辖的一个乡。，金紫乡现任乡长为何佳升

## 行政区划
金紫乡下辖以下村级行政区划单位：
凤凰村、太坪村、江西村、沙井村、金紫村、五塘村、白水村、三塘村、星火村、山口村、水清村、长形村、高寨村和七里坪社区。

## 历史
2013年12月，西岩镇的13个村和七里坪园艺场合并入金紫乡。

## 地理
金紫乡坐落在城步苗族自治县北部，西北是睢宁县，东北是武冈市，南是西岩镇。
最高点是枫木界，海拔1191米。
威溪流经金紫乡。

## 人口
2015年12月，金紫乡的人口是27,885人，其中苗族人口是19,380人，占69.5%，另外还有其他4个民族。

## 经济
农业和林业是金紫乡主要经济来源。